# 強磁場激変星
強磁場激変星またはポーラーは、非常に強い磁場を持つ激変星の連星系の分類である。
白色矮星の公転と自転が同期しているものをポーラー(polar)、同期していないものを中間ポーラー(intermediate polar)と分類している。ポーラーはヘルクレス座AM型星（略号AM）、中間ポーラーはヘルクレス座DQ型星とも呼ばれる。
新星ペルセウス座GK星は中間ポーラーとされている。
ほとんどの強磁場激変星では、主系列星の伴星の物質は白色矮星の重力によって剥ぎ取られ、降着する。このような系では、白色矮星の磁場は降着円盤が形成できないほど強い。落ち込むガスは、白色矮星の双極子磁力線に沿って降着ストリームを形成する。
強磁場激変星の磁場の強さは、通常、1000万から8000万ガウス（1000から8000テスラ）である。おおぐま座AN星は既知の最も強い磁場を持つ激変星で、その磁場の強さは2億3000万ガウス（23000テスラ）にもなる。
ポーラーという名前は、このような星系が直進の光と偏光(polarized light)と両方を発生することに由来する。偏光は、強磁場激変星の研究にとって重要で、これを研究することで連星の配置等の情報が得られる。